# Туфо Варакани (Фрозиноне)
Туфо Варакани је насеље у Италији у округу Фрозиноне, региону Лацио.
Према процени из 2011. у насељу је живело 96 становника. Насеље се налази на надморској висини од 194 м.